# Applebay Zuni
Die Applebay Zuni ist ein einsitziges Segelflugzeug in Kunststoffbauweise. Es ist als Schulterdecker mit T-Leitwerk ausgeführt. Zuni und Zuni II sind zum Leistungssegelflug in der 15-Meter-Klasse konstruiert worden.

## Geschichte
1975 entwarf George Applebay die Zuni für die 15-Meter-Klasse. Er hoffte mit diesem Typ die Dominanz der europäischen Segelflugzeughersteller brechen zu können, die auch den größten Teil des US-Marktes beherrschten. 1980 wurde die Zuni II angekündigt, die komplett überarbeitet werden sollte. Zum Beispiel erhöhte sich der Anteil an mit Kohlenstofffasern verstärkten Bauteilen und der ursprüngliche Sidestick wurde gegen einen konventionellen Steuerknüppel getauscht. Viel Erfolg war der Zuni nicht beschieden. Die Produktion kam auf wenige Exemplare.

## Konstruktion
Der Rumpf ist aus GfK hergestellt und hat relativ große Radien am Übergang zu Leitwerk und Flügel, die der Zuni ein charakteristisches Aussehen geben. Ungewöhnlich für ein Flugzeug ihrer Klasse und Zeit ist auch der sehr hoch angesetzte Flügel.
Die Flügelholme der Zuni II sind aus kohlenstofffaserverstärktem Kunststoff und die Fahrwerksklappen aus Aramid-Verbundwerkstoff.

## Technische Daten
| Kenngröße                       | Daten                                                       |
| ------------------------------- | ----------------------------------------------------------- |
| Besatzung                       | 1                                                           |
| Länge                           | 6,6 m                                                       |
| Spannweite                      | 15 m                                                        |
| Flügelfläche                    | 10,13 m²                                                    |
| Flügelstreckung                 | 22,2                                                        |
| Rumpflänge                      | 6,5 m                                                       |
| Höhe am Leitwerk                | 1,5 m                                                       |
| Flügelprofil                    | Wortmann FX 67-K-170 innen, modifiziertes FX 67-K-150 außen |
| Leermasse mit Mindestausrüstung | ca. 238 kg                                                  |
| max. Startmasse                 | 544 kg                                                      |
| Flächenbelastung (85 kg Zul.)   | 31,9 kg/m²                                                  |
| max. Wasserballast              | 220 kg                                                      |
| Höchstgeschwindigkeit           | 153 mph (246 km/h)                                          |
| Mindestgeschwindigkeit          | km/h                                                        |
| geringstes Sinken (einsitzig)   | 0,55 m/s                                                    |
| Gleitzahl                       | ≈38 bei 98 km/h                                             |